# Aktionsbündnis Verlage gegen Rechts
Das Aktionsbündnis Verlage gegen Rechts formierte sich erstmals im Jahr 2016 unter dem Hashtag #verlagegegenrechts auf der Leipziger Buchmesse und setzt sich seitdem für eine offene und demokratische Gesellschaft ein. Im Jahr 2023 zählen bereits über 80 Verlage sowie 200 Einzelpersonen und Initiativen zu den Mitgliedern des Bündnisses, die aktiv gegen rassistisches, antifeministisches und homofeindliches Gedankengut vorgehen.

## Geschichte und Themenschwerpunkte
Das Aktionsbündnis Verlage gegen Rechts positioniert sich gegen rassistisches, antifeministisches und homofeindliches Gedankengut, dem sich Stand 2023 über 80 Verlage und 200 Einzelpersonen und Initiativen angeschlossen haben.
Im Jahr 2016 fanden die ersten Aktionen des Aktionsbündnisses auf der Leipziger Buchmesse unter dem Hashtag #verlagegegenrechts statt. Der Auslöser dafür war, dass das rechtsextreme Compact Magazin mit einem auffälligen Stand zwischen den unabhängigen Verlagen präsent war. Einige Verlagskollegen schlossen sich spontan zusammen, um ein Zeichen gegen rassistisches Gedankengut zu setzen und für eine offene und demokratische Gesellschaft einzutreten. Seitdem ist das Aktionsbündnis jedes Jahr auf der Leipziger Buchmesse mit verschiedenen Veranstaltungen präsent.